# 北海道札幌あすかぜ高等学校

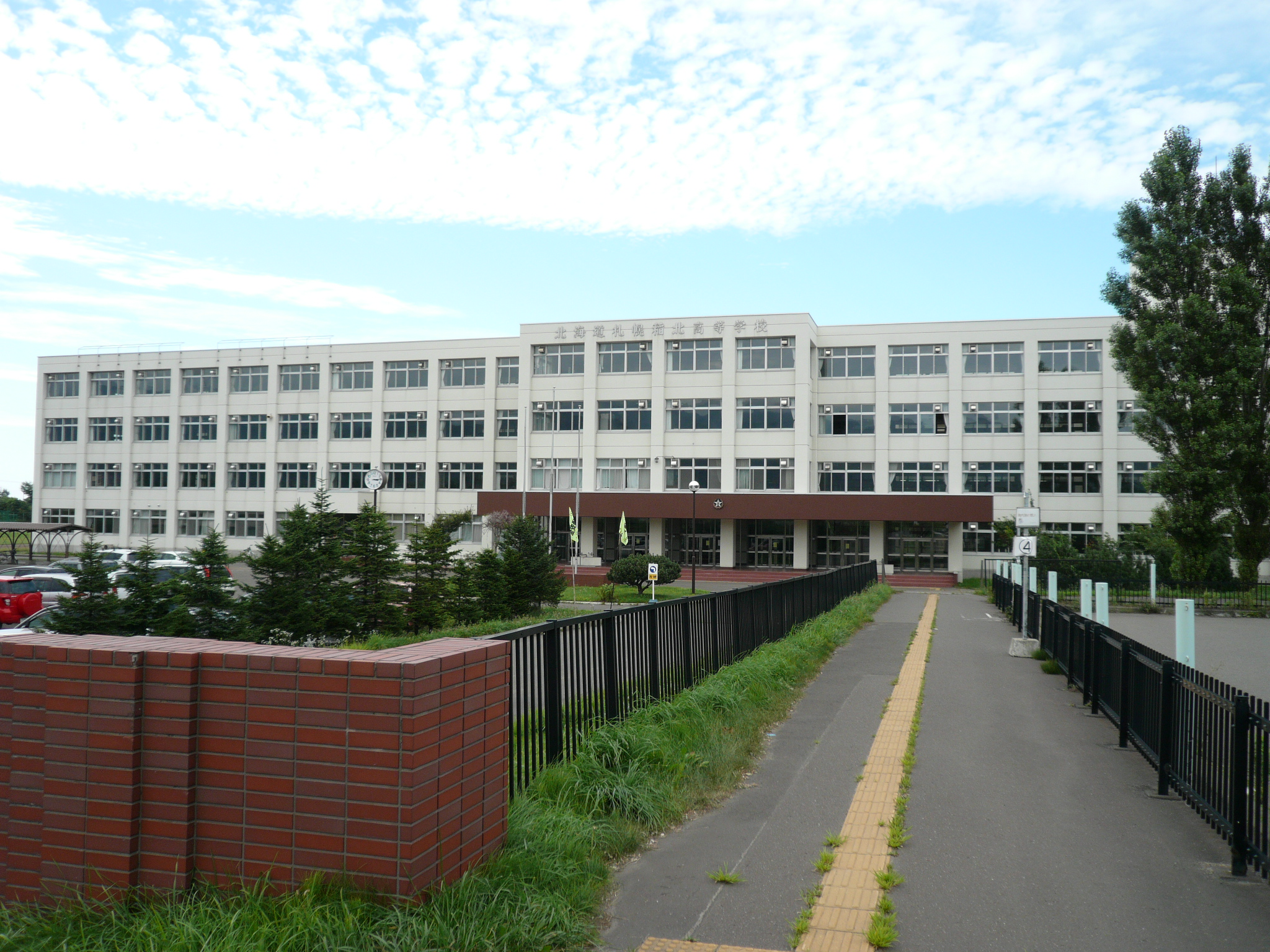
北海道札幌稲北高等学校（2010年8月）

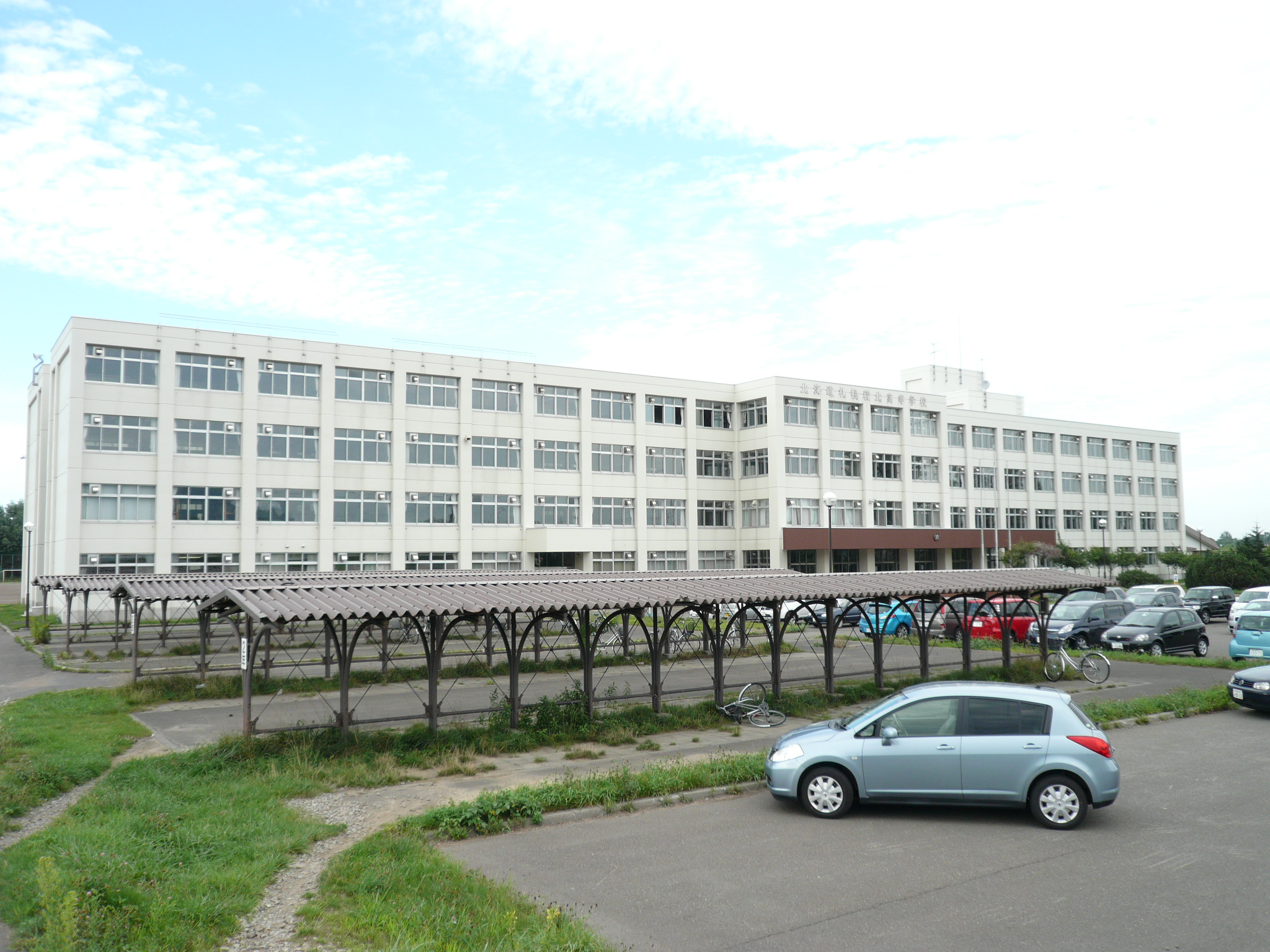
稲北高校舎全景（2010年8月）

北海道札幌あすかぜ高等学校（ほっかいどうさっぽろあすかぜこうとうがっこう、Hokkaido Sapporo Asukaze High School）は、北海道札幌市手稲区にある公立（道立）の高等学校。

## 設置学科
- 全日制課程 普通科（フィールド制）

## 沿革
- 1983年（昭和58年）4月1日 - 北海道札幌稲北高等学校開校。
- 2003年（平成15年）7月23日 - 北海道工業大学と高大連携協定締結（北海道札幌稲北高等学校）[1]。
- 2011年（平成23年）4月1日 - 北海道札幌稲西高等学校と統合、北海道札幌あすかぜ高等学校（新設）となる。
- 2011年（平成23年）5月31日 - 北海道工業大学と高大連携協定締結（北海道札幌あすかぜ高等学校）[1]。

## 周辺
- 国道337号（道央新道、道央圏連絡道路）
- 曙通
- 山口緑地・手稲山口バッタ塚
- 札幌市山口斎場
- イオン札幌手稲山口ショッピングセンター

## 著名な出身者
- 土井奈津子（英語版） - 2010年バンクーバーオリンピック女子スノーボードクロス日本代表（札幌稲北高等学校）。
- 加藤蓮（プロサッカー選手）

## 著名な教職員・関係者
- 河上敬也 - 硬式野球部監督